# Archidiocèse orthodoxe antiochien de São Paulo et de tout le Brésil

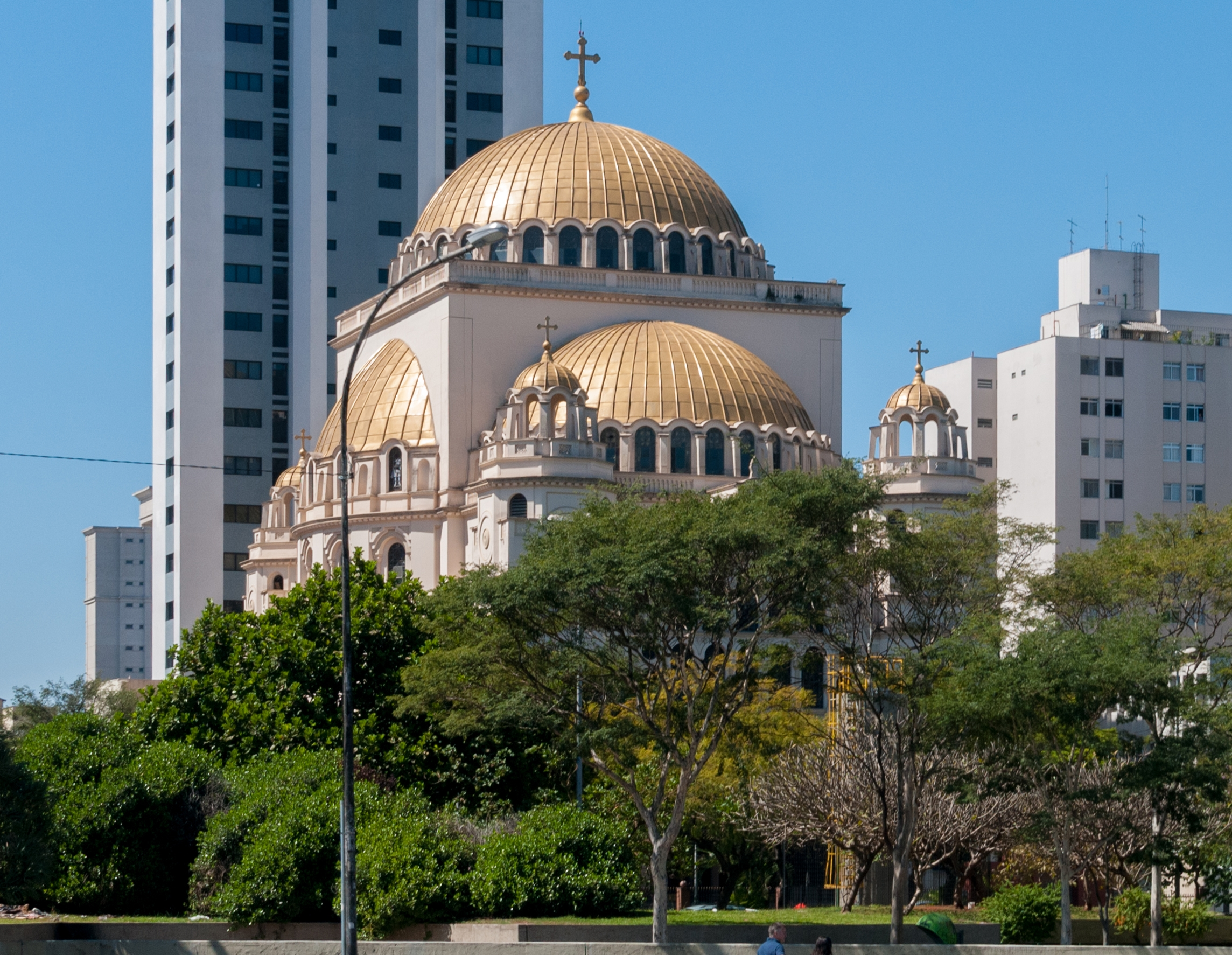
La cathédrale métropolitaine orthodoxe de São Paulo.

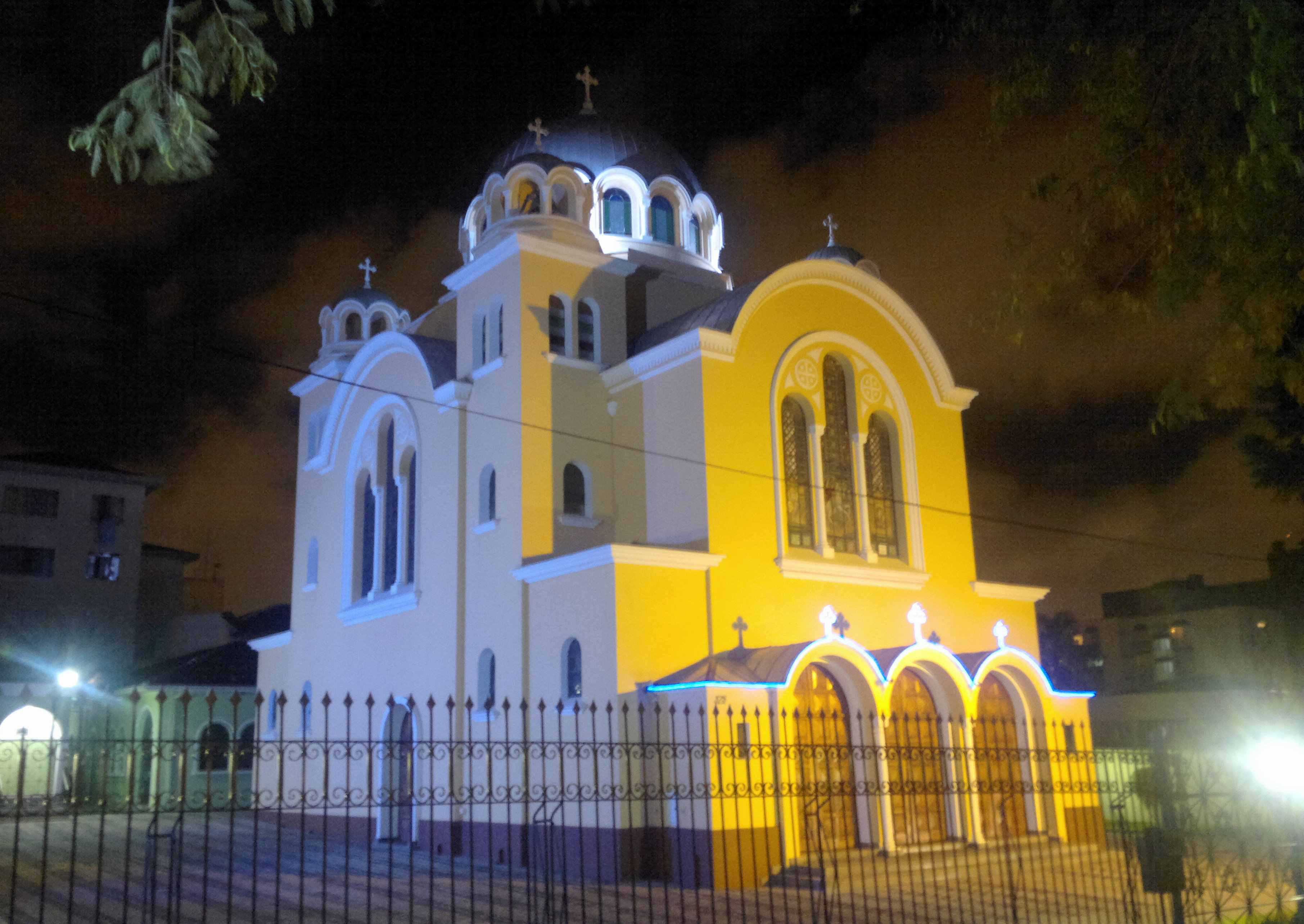
L'église orthodoxe Saint-Georges de Curitiba.

L'archidiocèse orthodoxe antiochien de São Paulo et de tout le Brésil (en portugais : Arquidiocese Ortodoxa Antioquina de São Paulo e Todo o Brasil) est une circonscription de l'Église orthodoxe d'Antioche. Il a son siège à São Paulo.

## Métropolites
- Ignatios Ferzli, de 1958 à 1997
- Damaskinos Mansour, depuis 1997